# سنجاب بولیوی
سنجاب بولیوی (نام علمی: Sciurus ignitus) نام یک گونه از سرده سنجاب است.